# Finland i olympiska sommarspelen 2024
Finland deltog i de olympiska sommarspelen 2024 i Paris från 26 juli till 11 augusti 2024. Finland har deltagit i totalt 27:e upplagor av de olympiska sommarspelen och varje enskild upplaga sedan nationens officiella debut 1908.

## Badminton
| Idrottare      | Gren       | Gruppspel                  | Gruppspel                         | Gruppspel | Eliminering          | Kvartsfinal          | Semifinal            | Final / BM           | Final / BM |
| Idrottare      | Gren       | Motståndare Resultat       | Motståndare Resultat              | Placering | Motståndare Resultat | Motståndare Resultat | Motståndare Resultat | Motståndare Resultat | Placering  |
| -------------- | ---------- | -------------------------- | --------------------------------- | --------- | -------------------- | -------------------- | -------------------- | -------------------- | ---------- |
| Kalle Koljonen | Herrsingel | Paul (MRI) W (21–9, 21–10) | Vitidsarn (THA) L (4–21, 0–8) RET | RET       | Gick inte vidare     | Gick inte vidare     | Gick inte vidare     | Gick inte vidare     | 38         |

## Boxning
| Idrottare       | Gren           | Sextondelsfinal      | Åttondelsfinal       | Kvartsfinal           | Semifinal            | Final                | Final     |
| Idrottare       | Gren           | Motståndare Resultat | Motståndare Resultat | Motståndare Resultat  | Motståndare Resultat | Motståndare Resultat | Placering |
| --------------- | -------------- | -------------------- | -------------------- | --------------------- | -------------------- | -------------------- | --------- |
| Pihla Kaivo-oja | Damernas 50 kg | Tembo (ZAM) W 5–0    | Lozano (USA) W 5–0   | Çakıroğlu (TUR) L 0–5 | Gick inte vidare     | Gick inte vidare     | 5         |

## Brottning
Grekisk-romersk stil
| Idrottare       | Gren            | Åttondelsfinal       | Kvartsfinal          | Semifinal            | Återkval             | Final / BM           | Final / BM |
| Idrottare       | Gren            | Motståndare Resultat | Motståndare Resultat | Motståndare Resultat | Motståndare Resultat | Motståndare Resultat | Placering  |
| --------------- | --------------- | -------------------- | -------------------- | -------------------- | -------------------- | -------------------- | ---------- |
| Jonni Sarkkinen | Herrarnas 77 kg | Amojan (ARM) L 0–4   | Gick inte vidare     | Gick inte vidare     | Gick inte vidare     | Gick inte vidare     | 13         |
| Arvi Savolainen | Herrarnas 97 kg | Rouabah (ALG) W 3–0  | Rosillo (CUB) L 1–3  | Gick inte vidare     | Gick inte vidare     | Gick inte vidare     | 8          |

## Bågskytte
| Idrottare       | Gren              | Rankningsomgång | Rankningsomgång | 32-delsfinal         | Sextondelsfinal      | Åttondelsfinal       | Kvartsfinal          | Semifinal            | Final / BM           | Final / BM |
| Idrottare       | Gren              | Poäng           | Placering       | Motståndare Resultat | Motståndare Resultat | Motståndare Resultat | Motståndare Resultat | Motståndare Resultat | Motståndare Resultat | Placering  |
| --------------- | ----------------- | --------------- | --------------- | -------------------- | -------------------- | -------------------- | -------------------- | -------------------- | -------------------- | ---------- |
| Antti Tekoniemi | Herrarnas tävling | 656             | 41              | Tai Y-h (TPE) L 0–6  | Gick inte vidare     | Gick inte vidare     | Gick inte vidare     | Gick inte vidare     | Gick inte vidare     | 33         |

## Cykling

### Landsväg
| Idrottare        | Gren               | Tid      | Placering |
| ---------------- | ------------------ | -------- | --------- |
| Anniina Ahtosalo | Damernas linjelopp | 4:07.04  | 37        |
| Anniina Ahtosalo | Damernas tempolopp | 45.05,18 | 30        |

### Mountainbike
| Idrottare    | Gren                  | Tid   | Placering |
| ------------ | --------------------- | ----- | --------- |
| Joni Savaste | Herrarnas terränglopp | 0DNF0 | –         |

## Friidrott
Förkortningar
- Notera– Placeringar avser endast det specifika heatet.
- Q = Tog sig vidare till nästa omgång
- q = Tog sig vidare till nästa omgång som den snabbaste förloraren eller, i teknikgrenarna, genom placering utan att nå kvalgränsen
- i.u. = Omgången fanns inte i grenen
- Bye = Idrottaren behövde inte tävla i omgången

Gång- och löpgrenar
| Idrottare           | Gren                     | Inledande omgång | Inledande omgång | Heat         | Heat      | Återkval | Återkval  | Semifinal        | Semifinal        | Final            | Final            |
| Idrottare           | Gren                     | Tid              | Placering        | Tid          | Placering | Tid      | Placering | Tid              | Placering        | Tid              | Placering        |
| ------------------- | ------------------------ | ---------------- | ---------------- | ------------ | --------- | -------- | --------- | ---------------- | ---------------- | ---------------- | ---------------- |
| Elmo Lakka          | Herrarnas 110 m häck     | —                | —                | 13,84        | 7 Re      | 13,75    | 7         | Gick inte vidare | Gick inte vidare | Gick inte vidare | Gick inte vidare |
| Topi Raitanen       | Herrarnas 3 000 m hinder | —                | —                | 8.33,12      | 11        | —        | —         | —                | —                | Gick inte vidare | Gick inte vidare |
| Aku Partanen        | Herrarnas 20 km gång     | —                | —                | —            | —         | —        | —         | —                | —                | 1:22.56          | 32               |
| Lotta Kemppinen     | Damernas 100 m           | Bye              | Bye              | 11,56        | 7         | —        | —         | Gick inte vidare | Gick inte vidare | Gick inte vidare | Gick inte vidare |
| Eveliina Määttänen  | Damernas 800 m           | —                | —                | 2.00,02      | 4 Re      | 2.00,38  | 4         | Gick inte vidare | Gick inte vidare | Gick inte vidare | Gick inte vidare |
| Sara Lappalainen    | Damernas 1 500 m         | —                | —                | 4.08,66      | 12 Re     | 0DNS0    | –         | Gick inte vidare | Gick inte vidare | Gick inte vidare | Gick inte vidare |
| Nathalie Blomqvist  | Damernas 5 000 m         | —                | —                | 15.02,75     | 7 Q       | —        | —         | —                | —                | 14.53,10         | 13               |
| Lotta Harala        | Damernas 100 m häck      | —                | —                | 12,97        | 5 Re      | 12,86    | 1 Q       | 13,05            | 8                | Gick inte vidare | Gick inte vidare |
| Reetta Hurske       | Damernas 100 m häck      | —                | —                | 12,96        | 6 Re      | 12,83    | 3         | Gick inte vidare | Gick inte vidare | Gick inte vidare | Gick inte vidare |
| Viivi Lehikoinen    | Damernas 400 m häck      | —                | —                | 56,67        | 7 Re      | 58,04    | 6         | Gick inte vidare | Gick inte vidare | Gick inte vidare | Gick inte vidare |
| Ilona Mononen       | Damernas 3 000 m hinder  | —                | —                | 9.22,77 0NR0 | 6         | —        | —         | —                | —                | Gick inte vidare | Gick inte vidare |
| Camilla Richardsson | Damernas maraton         | —                | —                | —            | —         | —        | —         | —                | —                | 2:38.02          | 65               |

Teknikgrenar
| Idrottare          | Gren                    | Kval       | Kval      | Final            | Final            |
| Idrottare          | Gren                    | Distans    | Placering | Distans          | Placering        |
| ------------------ | ----------------------- | ---------- | --------- | ---------------- | ---------------- |
| Urho Kujanpää      | Herrarnas stavhopp      | 5,40       | 29        | Gick inte vidare | Gick inte vidare |
| Oliver Helander    | Herrarnas spjutkastning | 83,81      | 10 q      | 82,68            | 9                |
| Lassi Etelätalo    | Herrarnas spjutkastning | 82,91      | 12 q      | 84,58            | 8                |
| Toni Keränen       | Herrarnas spjutkastning | 85,27      | 8 Q       | 80,92            | 10               |
| Ella Junnila       | Damernas höjdhopp       | 1,83       | 28        | Gick inte vidare | Gick inte vidare |
| Wilma Murto        | Damernas stavhopp       | 4,55       | 9 q       | 4,70             | 6                |
| Elina Lampela      | Damernas stavhopp       | 4,55       | 7 q       | 4,40             | 14               |
| Senni Salminen     | Damernas tresteg        | 0DNS0      | –         | Gick inte vidare | Gick inte vidare |
| Silja Kosonen      | Damernas släggkastning  | 72,11      | 9 q       | 74,04            | 5                |
| Krista Tervo       | Damernas släggkastning  | 74,79 0NR0 | 1 Q       | 73,83            | 6                |
| Suvi Koskinen      | Damernas släggkastning  | 67,90      | 21        | Gick inte vidare | Gick inte vidare |
| Anni-Linnea Alanen | Damernas spjutkastning  | 55,30      | 30        | Gick inte vidare | Gick inte vidare |

Mångkamp – Damernas sjukamp
| Idrottare     | Gren     | 100H  | HH   | KS    | 200 m | LH   | SK    | 800 m   | Totalt | Placering |
| ------------- | -------- | ----- | ---- | ----- | ----- | ---- | ----- | ------- | ------ | --------- |
| Saga Vanninen | Resultat | 13,61 | 1,74 | 14,19 | 24,74 | 5,85 | 47,00 | 2.14,36 | 6 163  | 15        |
| Saga Vanninen | Poäng    | 1 034 | 903  | 807   | 911   | 804  | 802   | 902     | 6 163  | 15        |

## Golf
| Idrottare        | Gren              | Omgång 1 | Omgång 2 | Omgång 3 | Omgång 4    | Totalt      | Totalt      | Totalt      |
| Idrottare        | Gren              | Poäng    | Poäng    | Poäng    | Poäng       | Poäng       | Från par    | Placering   |
| ---------------- | ----------------- | -------- | -------- | -------- | ----------- | ----------- | ----------- | ----------- |
| Sami Välimäki    | Herrarnas tävling | 67       | 71       | 72       | 75          | 285         | +1          | T45         |
| Tapio Pulkkanen  | Herrarnas tävling | 69       | 72       | 71       | 70          | 282         | −2          | T35         |
| Ursula Wikström  | Damernas tävling  | 82       | 72       | 81       | 72          | 307         | +19         | 57          |
| Noora Komulainen | Damernas tävling  | 84       | 82       | 78       | Drog sig ur | Drog sig ur | Drog sig ur | Drog sig ur |

## Judo
| Idrottare          | Gren              | Sextondelsfinal       | Åttondelsfinal        | Kvartsfinal          | Semifinal            | Återkval             | Final / BM           | Final / BM |
| Idrottare          | Gren              | Motståndare Resultat  | Motståndare Resultat  | Motståndare Resultat | Motståndare Resultat | Motståndare Resultat | Motståndare Resultat | Placering  |
| ------------------ | ----------------- | --------------------- | --------------------- | -------------------- | -------------------- | -------------------- | -------------------- | ---------- |
| Luukas Saha        | Herrarnas 66 kg   | Demirel (TUR) W 01–00 | Vieru (MDA) L 00–01   | Gick inte vidare     | Gick inte vidare     | Gick inte vidare     | Gick inte vidare     | 9          |
| Martti Puumalainen | Herrarnas +100 kg | Bye                   | Kokauri (AZE) L 00–10 | Gick inte vidare     | Gick inte vidare     | Gick inte vidare     | Gick inte vidare     | 9          |

## Ridsport
Finland deltog med en trupp på fem ryttare. De finska ryttare kvalificerade sig alla individuellt baserat på placering på Internationella ridsportförbundets ranking. Genom att kvalificera tre enskilda dressyrryttare kunde man också få en plats i lagtävlingen. Två finska ryttare deltog i den individuella tävlingen i fälttävlan.

### Dressyr
Lag om tre ekipage, samt tre individuella platser:
| Idrottare                                 | Häst             | Gren         | Grand Prix | Grand Prix | Grand Prix Special | Grand Prix Special | Grand Prix Freestyle | Grand Prix Freestyle | Totalt           | Totalt           |
| Idrottare                                 | Häst             | Gren         | Poäng      | Placering  | Poäng              | Placering          | Tekniskt             | Artistiskt           | Poäng            | Placering        |
| ----------------------------------------- | ---------------- | ------------ | ---------- | ---------- | ------------------ | ------------------ | -------------------- | -------------------- | ---------------- | ---------------- |
| Emma Kanerva                              | Greek Air        | Individuellt | 73,680     | 17 q       | —                  | —                  | 75,929               | 87,286               | 81,607           | 12               |
| Joanna Robinson                           | Glamouraline     | Individuellt | 65,637     | 54         | —                  | —                  | Gick inte vidare     | Gick inte vidare     | Gick inte vidare | Gick inte vidare |
| Henri Ruoste                              | Tiffanys Diamond | Individuellt | 70,621     | 30         | —                  | —                  | Gick inte vidare     | Gick inte vidare     | Gick inte vidare | Gick inte vidare |
| Emma Kanerva Joanna Robinson Henri Ruoste | Se ovan          | Lagtävling   | 209,938    | 9 Q        | 212,036            | 8                  | —                    | —                    | 212,036          | 8                |

### Fälttävlan
Två individuella platser:
| Idrottare        | Häst        | Gren         | Dressyr | Dressyr   | Terrängbana | Terrängbana | Terrängbana | Hoppning    | Hoppning    | Hoppning    | Hoppning         | Hoppning         | Hoppning         | Totalt      | Totalt      |
| Idrottare        | Häst        | Gren         | Dressyr | Dressyr   | Terrängbana | Terrängbana | Terrängbana | Kval        | Kval        | Kval        | Final            | Final            | Final            | Totalt      | Totalt      |
| Idrottare        | Häst        | Gren         | Straff  | Placering | Straff      | Totalt      | Placering   | Straff      | Totalt      | Placering   | Straff           | Totalt           | Placering        | Straff      | Placering   |
| ---------------- | ----------- | ------------ | ------- | --------- | ----------- | ----------- | ----------- | ----------- | ----------- | ----------- | ---------------- | ---------------- | ---------------- | ----------- | ----------- |
| Veera Manninen   | Sir Greg    | Individuellt | 36,80   | 50        | 18,40       | 55,20       | 39          | 1,20        | 56,40       | 36          | Gick inte vidare | Gick inte vidare | Gick inte vidare | 56,40       | 36          |
| Sanna Siltakorpi | Bofey Click | Individuellt | 35,40   | =43       | 21,80       | 57,20       | 40          | Drog sig ur | Drog sig ur | Drog sig ur | Drog sig ur      | Drog sig ur      | Drog sig ur      | Drog sig ur | Drog sig ur |

## Segling
Utslagningsrace
| Idrottare    | Gren             | Inledande omgångar | Inledande omgångar | Inledande omgångar | Inledande omgångar | Inledande omgångar | Inledande omgångar | Inledande omgångar | Inledande omgångar | Inledande omgångar | Inledande omgångar | Inledande omgångar | Inledande omgångar | Inledande omgångar | Inledande omgångar | Inledande omgångar | Inledande omgångar | Inledande omgångar | Kvartsfinal      | Semifinal        | Final            | Placering |
| Idrottare    | Gren             | 1                  | 2                  | 3                  | 4                  | 5                  | 6                  | 7                  | 8                  | 9                  | 10                 | 11                 | 12                 | 13                 | 14                 | 15                 | Poäng              | Placering          | Kvartsfinal      | Semifinal        | Final            | Placering |
| ------------ | ---------------- | ------------------ | ------------------ | ------------------ | ------------------ | ------------------ | ------------------ | ------------------ | ------------------ | ------------------ | ------------------ | ------------------ | ------------------ | ------------------ | ------------------ | ------------------ | ------------------ | ------------------ | ---------------- | ---------------- | ---------------- | --------- |
| Jakob Eklund | Herrarnas IQFoil | 14                 | 17                 | 18                 | 19                 | 18                 | 20                 | 10                 | 16                 | 16                 | 19                 | 18                 | 10                 | 16                 | Inställd           | Inställd           | 172                | 20                 | Gick inte vidare | Gick inte vidare | Gick inte vidare | 20        |

Medaljrace
| Idrottare                     | Gren             | Race | Race | Race | Race | Race   | Race   | Race   | Race   | Race     | Race     | Race | Race | Race | Poäng | Placering |
| Idrottare                     | Gren             | 1    | 2    | 3    | 4    | 5      | 6      | 7      | 8      | 9        | 10       | 11   | 12   | M*   | Poäng | Placering |
| ----------------------------- | ---------------- | ---- | ---- | ---- | ---- | ------ | ------ | ------ | ------ | -------- | -------- | ---- | ---- | ---- | ----- | --------- |
| Kaarle Tapper                 | Herrarnas ILCA 7 | 23   | 18   | 9    | 32   | 44 DNC | 44 DNC | 44 DNC | 44 DNC | Inställd | Inställd | —    | —    | EL   | 214   | 37        |
| Monika Mikkola                | Damernas ILCA 6  | 18   | 2    | 5    | 13   | 30     | 29     | 44 BFD | 18     | 12       | Inställd | —    | —    | EL   | 127   | 16        |
| Ronja Grönblom Veera Hokka    | Damernas 49erFX  | 8    | 14   | 18   | 13   | 10     | 1      | 8      | 4      | 21 DSQ   | 11       | 16   | 13   | EL   | 116   | 15        |
| Sinem Kurtbay Akseli Keskinen | Mixed Nacra 17   | 3    | 7    | 4    | 4    | 11     | 5      | 7      | 11     | 11       | 12       | 15   | 4    | 18   | 97    | 7         |

M = Medaljrace; EL = Utslagen – gick inte vidare till medaljracet

## Simning
| Idrottare      | Gren                     | Heat    | Heat      | Semifinal        | Semifinal        | Final            | Final            |
| Idrottare      | Gren                     | Tid     | Placering | Tid              | Placering        | Tid              | Placering        |
| -------------- | ------------------------ | ------- | --------- | ---------------- | ---------------- | ---------------- | ---------------- |
| Matti Mattsson | Herrarnas 200 m bröstsim | 2.11,18 | 18        | Gick inte vidare | Gick inte vidare | Gick inte vidare | Gick inte vidare |
| Ida Hulkko     | Damernas 100 m bröstsim  | 1.08,73 | 26        | Gick inte vidare | Gick inte vidare | Gick inte vidare | Gick inte vidare |

## Skateboard
| Idrottare    | Gren          | Kval  | Kval      | Final | Final     |
| Idrottare    | Gren          | Poäng | Placering | Poäng | Placering |
| ------------ | ------------- | ----- | --------- | ----- | --------- |
| Heili Sirviö | Damernas park | 83,42 | 5 Q       | 88,89 | 5         |

## Skytte
| Idrottare        | Gren                               | Kval    | Kval      | Final            | Final            |
| Idrottare        | Gren                               | Poäng   | Placering | Poäng            | Placering        |
| ---------------- | ---------------------------------- | ------- | --------- | ---------------- | ---------------- |
| Aleksi Leppä     | Herrarnas 10 m luftgevär           | 627,8   | 22        | Gick inte vidare | Gick inte vidare |
| Aleksi Leppä     | Herrarnas 50 m gevär 3 ställningar | 586-31x | 24        | Gick inte vidare | Gick inte vidare |
| Eetu Kallioinen  | Herrarnas skeet                    | 117     | 20        | Gick inte vidare | Gick inte vidare |
| Noora Antikainen | Damernas trap                      | 107     | 30        | Gick inte vidare | Gick inte vidare |